# ICar (marca)
A iCar Ecological Technology Co. Ltd., conhecida comercialmente como iCar (estilizada como iCAR), é uma subsidiária da fabricante chinesa de automóveis Chery. A marca iCar foi oficialmente lançada em abril de 2023, com foco em veículos elétricos, após ter sido utilizada anteriormente em outras iniciativas pela Chery. Em fevereiro de 2024, a iCar deu início às vendas de seu primeiro modelo, o SUV iCar 03.

## História
A marca iCar foi utilizada pela Chery em diversas ocasiões antes de se tornar uma marca independente de carros elétricos. Em 2007, o nome iCar foi associado a uma caminhonete. Em 2014, a plataforma do Chery Arrizo 7 foi comercializada sob a marca iCar. Em 2017, o iCar passou a representar um "ecossistema" de propriedade da Chery, envolvendo uma rede digital e uma rede de lojas de vendas diretas, tanto online quanto offline, dedicadas à comercialização de veículos Chery New Energy, como o Chery QQ Ice Cream. Desde agosto de 2023, o modelo Chery eQ1 também é comercializado no Brasil sob a marca Caoa Chery iCar.
A marca foi desmembrada em uma marca de carros elétricos em abril de 2023 na Auto Shanghai . O logotipo "i" do iCar foi projetado por Cao Xue, o criador do mascote panda das Olimpíadas de Inverno de 2022 em Pequim. Segundo Chery, “i” significa inteligência, internet, inovação, indivíduo, inspiração e informação. A marca tem como público-alvo pessoas com idades entre 25 e 35 anos que estão buscando novas carreiras. No salão do automóvel, a marca estreou dois carros, o iCar 03 e o conceito de carro esportivo iCar GT. A marca planeja comercializar quatro séries de produtos abrangendo MPV, SUVs e carros esportivos.
A CATL anunciou que irá incorporar suas baterias de íons de sódio no Chery iCar.
A produção piloto do iCar 03 começou em junho de 2023, enquanto as pré-encomendas foram abertas em novembro de 2023. Foi colocado à venda em 28 de fevereiro de 2024.
Em 7 de abril de 2024, o iCar V23 fez sua estreia na China. Este modelo é o primeiro fruto da colaboração entre a Chery e a Zhimi Technology, sendo oficialmente apresentado em 12 de abril de 2024 e com lançamento previsto para o segundo semestre de 2024. A divisão de fabricação de automóveis da Zhimi Technology foi criada no final de 2021, e o V23 marcou seu primeiro projeto. Inicialmente desenvolvido de forma independente para integrar as linhas de produtos da Zhimi, o projeto do V23, junto com a divisão automotiva e os ativos da Zhimi Technology, foi adquirido pela Chery e integrado à marca iCar em 2024.

## Produtos

### Modelos atuais
- iCar 03 (2024–presente), SUV compacto, BEV
- iCar V23 (próximo), SUV compacto, BEV
- iCar X25 (próximo), MPV off-road compacto, BEV/REEV

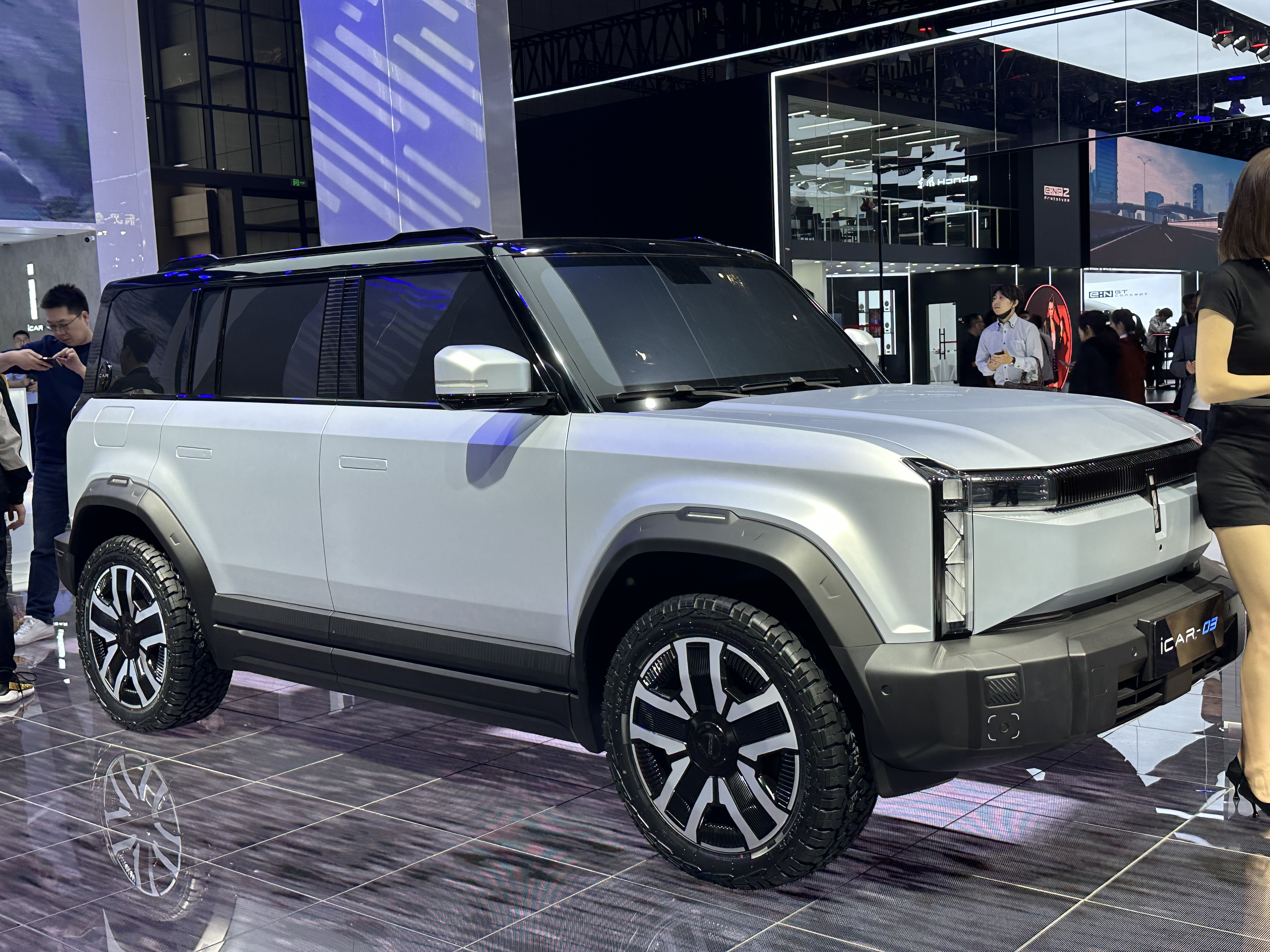
iCar 03
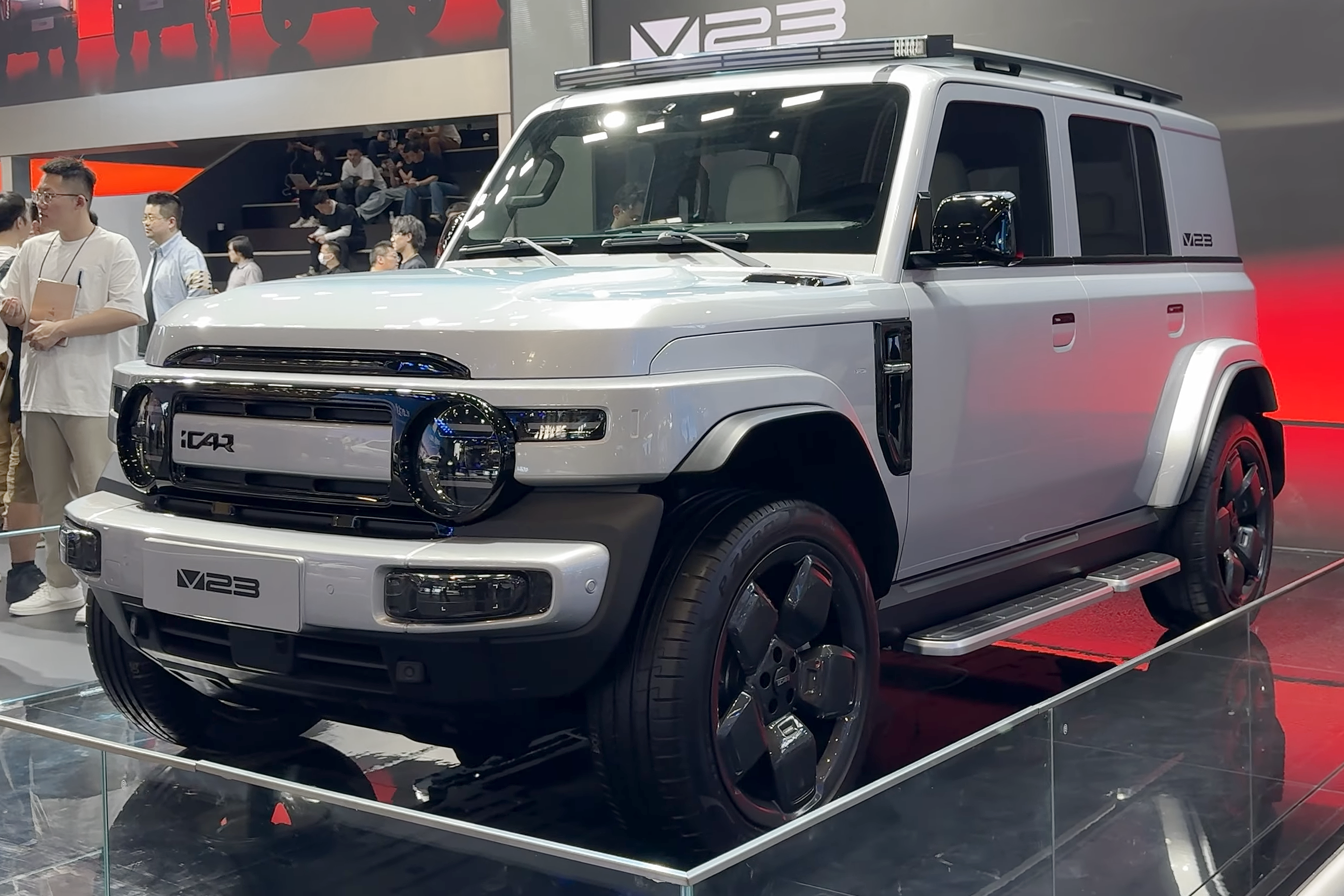
iCar V23
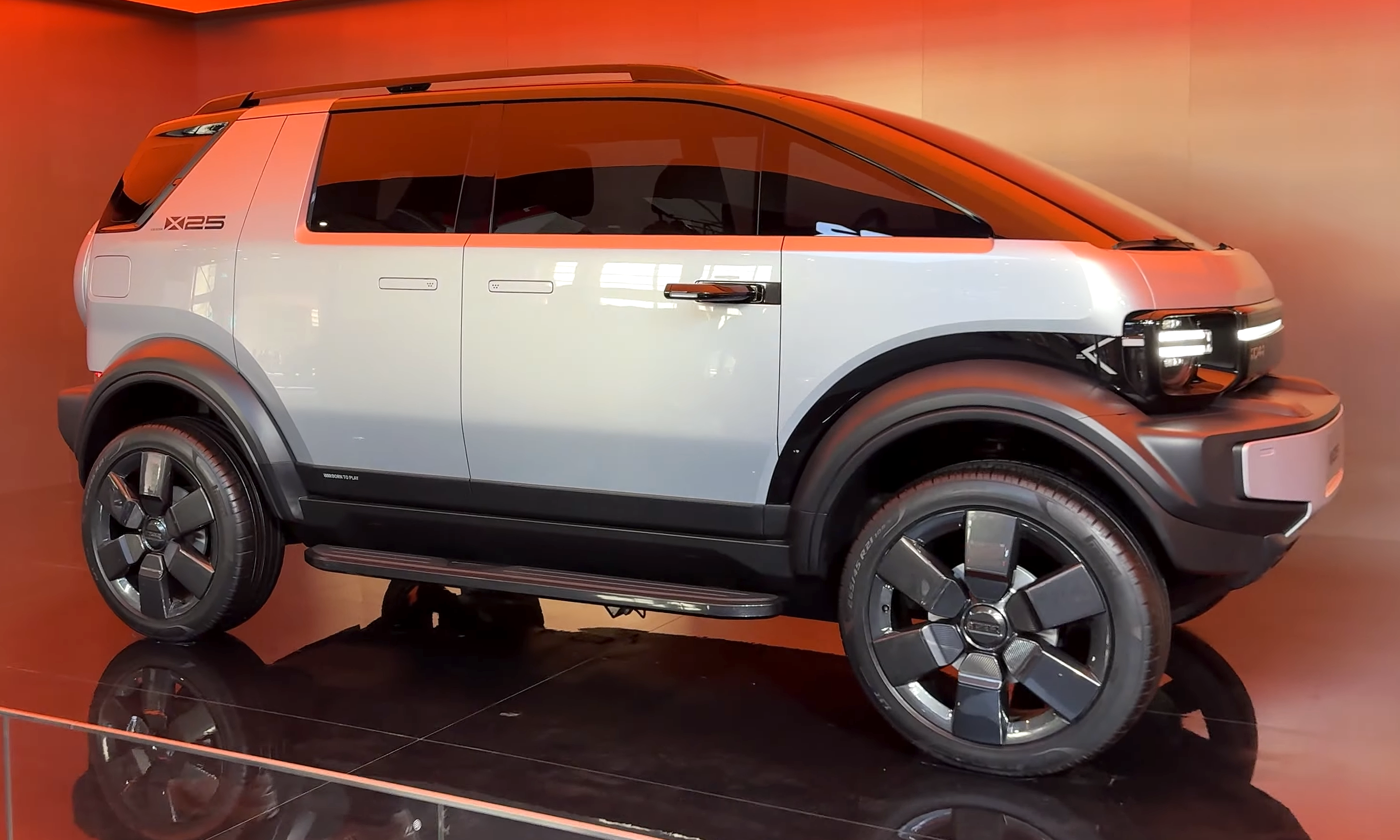
iCar X25

### Carro conceito

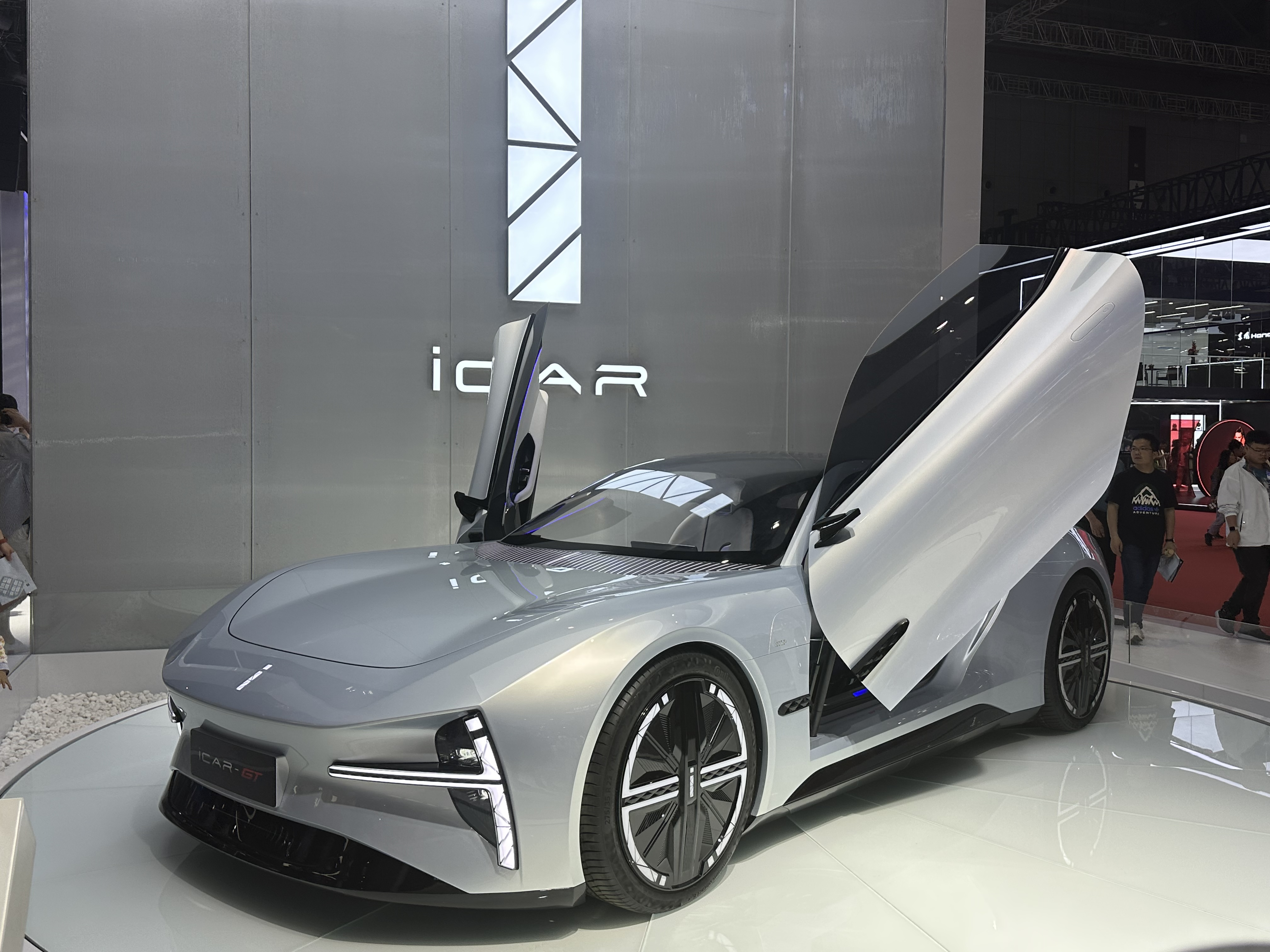
iCar GT

- iCar GT